# Équipe de Tunisie de football en 1998
L'équipe de Tunisie de football connaît une année 1998 très importante, avec sa participation à la coupe d'Afrique des nations et à la phase finale de la coupe du monde.
Pour Mohamed Kilani, à Ouagadougou, le onze national s'avoue incapable d'offrir les émotions escomptées malgré le courage d'Ali Boumnijel et Hassen Gabsi. La liste des défaillants est à elle seule annonciatrice de blocage (El Ouaer, Boukadida, Sellimi, Souayah et Limam). L'élimination en quarts de finale face au pays organisateur renvoie l'équipe à ses études. À quelques mois de la coupe du monde, le bilan est inquiétant : Henryk Kasperczak se retrouve dos au mur et compte sur une conjoncture plus favorable pour remettre le groupe sur les rails.
En coupe du monde, après une défaite face à l'équipe d'Angleterre, un tel match ne doit pas se renouveler pour l'opinion. Face à la Colombie, Kasperczak joue son va-tout : la production est nettement meilleure mais la méforme totale de Sellimi prive l'équipe d'une victoire à sa portée ; c'est même la défaite qui sanctionne le match, sonnant le glas de Kasperczak lequel ne s'était pas privé d'annoncer son départ à Bastia. En effet, la tergiversation de la Fédération tunisienne de football concernant le renouvellement du contrat de l'entraîneur qui expire à la fin de la coupe du monde, entre autres dans l'attente d'un signe des autorités, notamment en raison du veto possible de Slim Chiboub, est perçu par Kasperczak comme un signe de rupture : « Le troisième match est disputé dans un stade de France curieux de découvrir la réaction tunisienne. Celle-ci sera très digne malgré l'assurance des Roumains. Le nul peut enfin assurer une sortie honorable ».
C'est la fin de l'ère Kasperczak, un entraîneur professionnel jusqu'au bout qui a permis au football tunisien d'accéder à un palier supérieur mais qui ne s'est pas bien adapté à l'environnement du sport en Tunisie. C'est le contraire de son successeur, l'Italien Francesco Scoglio, à la disponibilité et à la bonhomie manifestes malgré les critiques formulées vis-à-vis de ses aptitudes techniques.

## Matchs

### Rencontres internationales
| Date             | Stade                                | Adversaire     | Score                 | Comp             | Buteurs tunisiens                           |
| 28 janvier 1998  | Stade olympique d'El Menzah, Tunisie | RF Yougoslavie | 0-3                   | A                |                                             |
| 31 janvier 1998  | Sfax, Tunisie                        | Guinée         | 4-1                   | A                | Gabsi 12e 29e 47e, Z. Tlemçani 78e          |
| 4 février 1998   | Bamako, Mali                         | Mali           | 1-0                   | A                | F. Rouissi 63e (pen.)                       |
| 9 février 1998   | Ouagadougou, Burkina Faso            | Ghana          | 0-2                   | CAN (1er tour)   |                                             |
| 12 février 1998  | Ouagadougou, Burkina Faso            | RD Congo       | 2-1                   | CAN (1er tour)   | Ben Slimane 30e, Z. Tlemçani 75e            |
| 16 février 1998  | Ouagadougou, Burkina Faso            | Togo           | 3-1                   | CAN (1er tour)   | Z. Tlemçani 8e, Ben Slimane 11e, Gabsi 80e  |
| 21 février 1998  | Ouagadougou, Burkina Faso            | Burkina Faso   | 1-1 (7-8 tirs au but) | CAN (1/4 finale) | Gabsi 90e                                   |
| 2 mai 1998       | Sousse, Tunisie                      | Géorgie        | 1-1                   | A                | Ben Younes 79e                              |
| 27 mai 1998      | Vienne, Autriche                     | Autriche       | 1-2                   | A                | Badra 23e                                   |
| 31 mai 1998      | Montélimar, France                   | Chili          | 2-3                   | A                | H. Trabelsi 46e, A. Sellimi 67e             |
| 6 juin 1998      | Stade olympique d'El Menzah, Tunisie | Pays de Galles | 4-0                   | A                | Ben Younes 19e, Badra 28e 83e, Jaballah 68e |
| 15 juin 1998     | Marseille, France                    | Angleterre     | 0-2                   | CDM              |                                             |
| 22 juin 1998     | Montpellier, France                  | Colombie       | 0-1                   | CDM              |                                             |
| 15 juin 1998     | Stade de France, France              | Roumanie       | 1-1                   | CDM              | Souayah 10e (pen.)                          |
| 4 octobre 1998   | Stade olympique d'El Menzah, Tunisie | Liberia        | 2-1                   | QCAN             | A. Sellimi 42e (pen.) 90e                   |
| 6 novembre 1998  | Stade olympique d'El Menzah, Tunisie | Zimbabwe       | 1-1                   | A                | Badra 85e                                   |
| 10 novembre 1998 | Stade olympique d'El Menzah, Tunisie | Lettonie       | 3-0                   | A                | Gabsi 13e, Hamrouni 45e, M. Kanzari 56e     |

### Matchs de préparation
| Date        | Stade                | Adversaire                          | Score | Comp | Buteurs tunisiens              |
| 9 mai 1998  | Vicence, Italie      | Vicenza Calcio ( Italie)            | 0-1   | A    |                                |
| 16 mai 1998 | Haute-Savoie, France | Football Club de Gaillard ( France) | 3-0   | A    | R. Jelassi (2 buts), Belhassen |

## Source
- Mohamed Kilani, « Équipe de Tunisie : les rencontres internationales », Guide-Foot 2010-2011, éd. Imprimerie des Champs-Élysées, Tunis, 2010